# Beth Nielsen Chapman
Beth Nielsen Chapman (Harlingen, 14 de setembro de 1958) é uma cantora e compositora americana. O marido de Beth Nielsen Chapman, Ernest Chapman, morreu de câncer em 1994 e em 2000 ela também sofreu uma batalha contra o câncer. A canção "Sand and Water" foi escrita após a morte de Ernest, sendo cantada por Elton John durante a turnê mundial de 1997. 